# 靈幻小姐
《靈幻小姐》，是1988年上映的一部香港恐怖鬼片，由馮克安執導，蔡子健監製，馮寶寶、樓南光、鍾發、王玉環主演。

## 劇情
女星馬珍妮Jenny（馮寶寶 飾）與徐大俠（徐少強 飾）會演新片，遭神經過敏的徐妻（王玉環 飾）誤會其有不正常關係，加上徐大俠對妻愛理不理，徐妻一怒之下憤而自殺身亡，化為厲鬼，不斷騷擾Jenny。幸得福伯（鍾發 飾）及另一善良女鬼（劉芊蒂 飾）相助，逃出生天。然而，女鬼的嫉妒心和報復心太強大，福伯指示胡一筒（樓南光 飾）往請法力高超之旺財童子（董驃 飾）出馬，剷除惡鬼。

## 演員表
| 演員   | 角色                                          |
| 馮寶寶 | 馬珍妮 Jenny                                  |
| 樓南光 | 胡一筒 Belly                                  |
| 鍾發   | 福伯                                          |
| 徐少強 | 徐大俠 Robert                                 |
| 王玉環 | 徐大俠之妻 極度神經質，經常懷疑老公出軌而自殺 |
| 太保   |                                               |
| 葉榮祖 |                                               |
| 陳立品 | 問覡婆                                        |
| 魚頭雲 |                                               |
| 黃哈   |                                               |
| 米奇   |                                               |
| 朱斗   |                                               |
| 董驃   | 旺財童子 福伯之好友                           |
| 劉芊蒂 | 善良女鬼                                      |
| 何健威 | 威仔                                          |
| 陳龍   | 麻律藩法師                                    |
| 羅禮賢 |                                               |
| 李俊傑 |                                               |
| 譚鎮渡 |                                               |
| 李超   |                                               |
| 劉晃世 |                                               |
| 何永祥 |                                               |